# Simons Kagans
Simons Kagans (* 16. Märzjul. / 29. März 1907greg. in Riga; † 21. August 1961 ebenda) war ein lettischer Fußballspieler.

## Karriere und Leben
Simons Kagans wurde im Jahr 1907 in Riga, in die Familie von Aron und Lina Kagans geboren. Er war vor dem Krieg mit Freidu Aloju verheiratet, die später den Fußballspieler Jūlijs Levitāns heiratete, und eine Schwester des Fußballspielers Leibas Aloja war. Kagans war Musiker und spielte Schlagzeug in verschiedenen Orchestern. 
Kagans spielte zehn Jahre für die Fußballmannschaft von Hakoah Riga, davon drei Spielzeiten in der Virslīga. Kagans Einsätze an den Spielen in der Virslīga waren jedoch minimal. Aufgrund eines Beinbruchs hörte er im Jahr 1935 auf zu spielen. Im Herbst 1940 wurde Kagans nach der Sowjetischen Besetzung Lettlands im Zweiten Weltkrieg zum Liquidator von Hakoah ernannt. 
Er wurde während des Kriegsverlaufs nach Samarkand im heutigen Usbekistan evakuiert.

## Weblink
- Lebenslauf bei kazhe.lv (lettisch)

| Personendaten    | Personendaten                                 |
| ---------------- | --------------------------------------------- |
| NAME             | Kagans, Simons                                |
| KURZBESCHREIBUNG | lettischer Fußballspieler                     |
| GEBURTSDATUM     | 29. März 1907                                 |
| GEBURTSORT       | Riga, Gouvernement Livland                    |
| STERBEDATUM      | 21. August 1961                               |
| STERBEORT        | Riga, Lettische Sozialistische Sowjetrepublik |